# Приключенията на равина Жакоб
„Приключенията на равина Жакоб“  (на френски: Les aventures de Rabbi Jacob) е френско-италианска кинокомедия от 1973 г. на френския кинорежисьор Жерар Ури. Сценарият е на Роберто Де Леонардис и Йоси Айзенберг. Главната роля на Виктор Пивер се изпълнява от френския киноартист Луи дьо Фюнес.

## Сюжет
Внимание:  Текстът по-долу разкрива сюжета на произведението (или части от него)!
Французинът Виктор Пивер е собственик на фабрика. Той е отвлечен от арабски терористи, но успява да се измъкне. На летището отнема дрехите на еврейски равин и започва да се представя за равин, който се завръща от САЩ във Франция след 15-годишно отсъствие. От своя страна полицията смята, че дребният фабрикант, който едновременно е равин и заложник е убиец.

## В ролите
| Изпълнител      | Роля                  |
| --------------- | --------------------- |
| Луи дьо Фюнес   | Виктор Пивер          |
| Клод Жиро       | Мохаммед Ларби Слиман |
| Анри Гибе       | Соломон               |
| Сюзи Делер      | Жермен Пивер          |
| Ренцо Монтаняни | полковник Фарес       |
| Клод Пиеплю     | комисар Андреани      |
| Марсел Далио    | равинът Жакоб         |
| Миу-Миу         | Антоанет Пивер        |
| Жак Франсоа     | генерал Жан-Франсоа   |
| Андре Фалкон    | министър              |

## Награди
Филмът е номиниран през 1975 г. с Златен глобус за най-добър чуждестранен филм.

## Български дублаж
Филмът се излъчва по Ефир 2 с войсоувър дублаж около 1997 г. Екипът се състои от:
| Превод              | Банко Беков                                                                       |
| Редактор            | Пенка Попова                                                                      |
| Озвучаващи артисти  | Маргарита Пехливанова Васил Бъчваров Александър Воронов Владимир Пенев Иван Танев |
| Тонрежисьор         | Иван Василев                                                                      |
| Режисьор на дублажа | Димитър Караджов                                                                  |